# Babylebbe
Babylebbe er en dansk kortfilm fra 2019 instrueret af Tone Ottilie.

## Handling
Da 16-årige Frede ser, at ekskæresten, Rosa deltager i en hardcore lesbisk techno-fest, tager hun derhen med sin cool queer storesøster. Hendes plan er at vinde Rosa, hendes første store kærlighed, tilbage. Men da hun ser Rosa kysse med en anden, vælger hun i stedet at følge sin søsters mindre romantiske råd, for hvordan man kommer over sin eks og undgår at være en “babylebbe”. Det omhandler et rebound, og Frede ender på et fest-toilet med en meget stiv ældre kvinde. Oplevelsen er ydmygende, og leder til et stort opgør mellem Frede og søsteren. Til sidst kan Frede endelig gennemføre sin oprindelige plan, men vil hun virkeligt stadig gerne have Rosa tilbage?

## Medvirkende
- Anna Charlie Zerbib Streitz, Frede
- Levi Eja Roepstorff, Natasja
- Line Friis, Kvinde i bar
- Nikoline Husmer Marquardsen, Rosa
- Barbro Skolmen, Alma
- Frey Elliot Claussen, Kris